# Генеральный архив нации
Генеральный архив нации (исп. Archivo General de la Nación, AGN) — национальный архив Колумбии; государственное учреждение, целью которого является «сохранение исторического наследия, а также восстановление и распространение документального наследия страны». Возглавляет Национальную систему архивов и курируется Министерством культуры Колумбии. Штаб-квартира учреждения находится в городе Богота в здании, построенном по проекту архитектора Рохелио Сальмоны и открытом 1 сентября 1992 года. На Архитектурной биеннале 1994 года автор проекта здания Генерального архива нации был удостоен за него награды.
Архив содержит исторические документы, датируемые периодом с 1541 по 1991 год, которые включают конституционные акты, нотариально заверенные документы, судебные документы колониальных времён, письма известных исторических деятелей, таких как Симон Боливар, и исторические карты Вице-королевства Новая Гранада. В архивных собраниях есть документы всех периодов американской истории — от колонизации до настоящего времени. Кроме материалов, которые относятся к истории Колумбии, в архиве хранятся документы по истории стран, чья территория входила в Вице-королевство Новая Гранада и Великую Колумбию, таких как современные Венесуэла, Панама и Эквадор. Есть также документы по истории стран Центральной Америки, Перу и Чили. Сборник документов под названием «Негры и рабы» был представлен ЮНЕСКО в рамках программы «Память мира».